# Nati nel 1460
| Questa pagina contiene informazioni ricavate automaticamente dalle voci biografiche con l'ausilio del template Bio e di un bot. L'aggiornamento è periodico e automatico e ricostruisce completamente la pagina. Se manca una persona in questa lista, sei pregato di non aggiungerla, ma accertati piuttosto che la sua voce biografica contenga il template Bio e che i dati anagrafici siano correttamente compilati. Se il template Bio manca, inseriscilo tu stesso o, in alternativa, metti l'avviso {{tmp\|Bio}} che ne segnala la mancanza. Se i dati riportati sono sbagliati, correggi direttamente la voce biografica; le modifiche saranno visibili in questa lista entro pochi giorni. Per chiarimenti vedi il progetto biografie. La lista contiene solo le 77 persone che sono citate nell'enciclopedia e per le quali è stato implementato correttamente il template Bio. Pagina aggiornata al 31 ago 2024. |

## Aprile(1)
- 8 aprile - Juan Ponce de León, condottiero spagnolo († 1521)

## Maggio(2)
- 3 maggio - Antonio Maria Ordelaffi, nobile († 1504)
- 8 maggio - Federico I di Brandeburgo-Ansbach, nobile († 1536)

## Giugno(2)
- 1º giugno - Enno I della Frisia orientale, conte († 1491)
- 30 giugno - Cecily Bonville, VII baronessa Harington, nobile inglese († 1529)

## Agosto(1)
- 21 agosto - Ludovico Gonzaga, vescovo cattolico italiano († 1511)

## Settembre(3)
- 13 settembre - Bartolomeo Colombo, navigatore italiano († 1514)
- 14 settembre - Bernardino Fungai, pittore italiano († 1516)
- 29 settembre - Louis de la Trémoille, generale francese († 1525)

## Senza giorno specificato(68)
- Alfonso d'Aragona, vescovo cattolico italiano († 1510)
- Anna de Mendonça, nobile portoghese
- Duarte Pacheco Pereira, militare, esploratore e cartografo portoghese († 1533)
- João da Nova, esploratore portoghese († 1509)
- Maestro di Francoforte, pittore fiammingo
- Mihri Hatun, poetessa ottomana († 1506)
- Roberto da Montevarchi, pittore italiano († 1522)
- Svante Nilsson, sovrano svedese († 1512)
- Pier Jacopo Alari Bonacolsi, scultore e orafo italiano († 1528)
- Sebastián de Almonacid, scultore spagnolo († 1526)
- Fadrique Álvarez de Toledo y Enríquez, nobile e militare spagnolo († 1531)
- Georges I d'Amboise, cardinale, arcivescovo cattolico e politico francese († 1510)
- Rodrigo de Bastidas, esploratore e condottiero spagnolo († 1527)
- Domenico Benivieni, religioso italiano († 1507)
- Colin Biard, architetto francese
- Giovanni Boccardi, artista italiano († 1529)
- Giberto Borromeo, nobile e politico italiano († 1508)
- Giovanni Francesco Brivio, nobile italiano († 1517)
- Antoine Brumel, compositore francese († 1513)
- Anna Cabrera Ximénez, nobile italiana († 1526)
- Pietro Antonio Caracciolo, commediografo italiano
- Martin Chambiges, architetto francese († 1532)
- Fabrizio I Colonna, condottiero italiano († 1520)
- Pietro Colonna, monaco cristiano, teologo e orientalista italiano († 1540)
- Alessandro Cortese, umanista italiano († 1490)
- Lorenzo Costa, pittore italiano († 1535)
- Giovanni Andrea De Magistris, pittore italiano († 1532)
- Fadrique Enríquez de Velasco, militare e nobile spagnolo († 1538)
- Benedetto Faelli, tipografo e editore italiano († 1523)
- Filippo di Antonio Filippelli, pittore italiano († 1506)
- Fregosino Fregoso, condottiero italiano († 1512)
- Vittore Gambello, scultore e medaglista italiano († 1537)
- Arcangela Girlani, religiosa italiana († 1494)
- Robert Guibé, cardinale francese († 1513)
- Arnao Guillén de Brocar, tipografo e editore spagnolo († 1523)
- Hans Holbein il Vecchio, pittore e incisore tedesco († 1524)
- Bernardino Lanzani, pittore italiano
- Diego de Lepe, esploratore e navigatore spagnolo
- Girolamo Lippomano, imprenditore e ambasciatore italiano († 1527)
- Battista Lomellini, doge († 1540)
- Bernardino Loschi, pittore italiano († 1540)
- Maddalena di Brandeburgo, principessa († 1496)
- Sebastiano Mainardi, pittore italiano († 1513)
- Marco Martello, umanista italiano († 1531)
- Girolamo Nardini, pittore italiano († 1538)
- Giovanni V di Oldenburg, nobile tedesco († 1526)
- Konstanty Ostrogski, nobile e militare polacco († 1530)
- Nicolás de Ovando, militare e esploratore spagnolo († 1511)
- Alessandro Pampurino, pittore italiano († 1523)
- Anton Pilgram, scultore e architetto boemo († 1515)
- Giovan Battista Pio, umanista, poeta e filologo italiano († 1543)
- Sofia di Pomerania-Wolgast, principessa († 1504)
- Tommaso Rodari, scultore e architetto svizzero († 1525)
- Lucia Rusca, nobildonna italiana († 1508)
- Benedetto Rusconi, pittore italiano († 1525)
- Pedro de Santarém, giurista portoghese († 1521)
- Lucio Cristoforo Scobar, umanista e linguista italiano († 1525)
- Geertgen tot Sint Jans, pittore olandese († 1490)
- Charles Somerset, I conte di Worcester, nobile inglese († 1526)
- Ludovico Urbani, pittore italiano († 1493)
- Viktorin Kornel ze Všehrd, letterato, scrittore e giurista ceco († 1520)
- John Wastell, architetto britannico († 1515)
- Konrad Wimpina, umanista e teologo tedesco († 1531)
- Paolo Zane, vescovo cattolico italiano († 1531)
- Costanza d'Avalos, nobile spagnola († 1541)
- Renato di Cossé, nobile francese († 1540)
- Gregorio da Spoleto, religioso e umanista italiano
- Paul Sixt I von Trautson, nobile e condottiero austriaco († 1508)